# Dysplazja czaszkowo-trzonowa
Dysplazja czaszkowo-trzonowa (ang. craniodiaphyseal dysplasia, CDD, lionitis) – choroba genetyczna objawiająca się zniekształcającym przerostem kości czaszki i trzonów kości długich. Jest niezwykle rzadką chorobą, z około dwudziestoma przypadkami opisanymi w literaturze.

## Historia
Niekiedy za pierwszy opis choroby uznaje się przypadek rodzeństwa opisany przez Da Souzę w 1927 roku, który wprowadził na jego określenie termin leontiasis ossea. Prawdopodobnie był to jednak przypadek zespołu Van Buchema. W 1949 roku opis choroby przedstawił Holiday, a w 1958 Joseph i wsp.. 

## Etiologia
Większość przypadków jest sporadyczna. W przypadkach dziedzicznych w większości jest recesywne, jednak nie zidentyfikowano dotąd genu odpowiedzialnego za tę chorobę. Opisywano również dziedziczenie dominujące.

## Objawy i przebieg
Charakterystyczną cechą CDD jest postępująca hiperostoza kości twarzoczaszki, prowadząca do jej ciężkiego zniekształcenia. Obserwuje się grube rysy twarzy, szeroki nos, wklęsły grzbiet nosa, hiperteloryzm oczny, makrocefalię, makrognację, częściową lub całkowitą atrezję przewodu słuchowego zewnętrznego. Otwory czaszki są stopniowo zamykane przez narastającą tkankę kostną, co prowadzi do uszkodzenia nerwów (z ucisku i poprzez ich niedokrwienie wynikające z ucisku naczyń), prowadzącego do ślepoty z uszkodzenia nerwów wzrokowych, głuchoty czuciowo-przewodzeniowej w związku z uszkodzeniem nerwu przedsionkowo-ślimakowego i upośledzenia przewodnictwa kostnego przez nieupowietrznioną tkankę kości skroniowej, objawów z uszkodzenia innych nerwów czaszkowych, późnym objawem jest porażenie czterokończynowe wskutek zwężenia kanału kręgowego i uszkodzenia korzeni nerwów rdzeniowych. Stwierdza się padaczkę i opóźnienie umysłowe. Częstym objawem jest niedrożność przewodu nosowo-łzowego i nozdrzy tylnych. Narastanie tkanki kostnej do wnętrza mózgoczaszki prowadzi do zwiększonego ciśnienia śródczaszkowego i wynikających z niego objawów. 
W kościach długich stwierdza się poszerzenie trzonów, z niewielkimi zmianami w przynasadach, co odróżnia CDD od dysplazji czaszkowo-nasadowych. Obecne są wyrośla kostne (exostoses). Częsta jest niskorosłość. Kształt kości długich bywa porównywany do pałki policyjnej. Żebra, obojczyki i kości miednicy mogą również być nieprawidłowo ukształtowane, ale w mniejszym stopniu.

## Rozpoznanie
Rozpoznanie stawiane jest na podstawie obrazu klinicznego. Pomocna jest biopsja wyrostka sutkowatego, dowodząca zmniejszonego upowietrznienia tkanki kostnej i zaniku komórek powietrznych wskutek hiperostozy. 

## Różnicowanie
W diagnostyce różnicowej należy uwzględnić:
- dysplazję czaszkowo-przynasadową (craniometaphyseal dysplasia)
- choroba Camuratiego-Engelmanna: pomocne w wykluczeniu jest badanie mutacji w genie TGFB1, zmutowanym w tym zespole[1]
- choroba (zespół) Van Buchema (hyperostosis corticalis generalisata).

## Leczenie
Nie ma możliwości leczenia przyczynowego zespołu, stosuje się leczenie objawowe i podtrzymujące. Pacjenci z CDD powinni mieć regularnie wykonywane badanie MRI głowy, obrazujące stopień ucisku nerwów, struktur mózgowia przez narastającą kość. Część deformacji leczy się chirurgicznie; u pacjentów z CDD anestezja jest szczególnie trudna, co należy brać zawsze pod uwagę. Wykonywane zabiegi to poszerzenie nozdrzy tylnych, remodelling twarzoczaszki i dakryocystorinostomia (udrożnienie przewodu nosowo-łzowego). W przypadkach z nadciśnieniem śródczaszkowym niekiedy konieczna jest kraniektomia. Obrzęk tarczy nerwu wzrokowego jest wskazaniem do chirurgicznego odbarczenia nerwów wzrokowych i oczodołów. Korzyści są jednak w większości przypadków krótkotrwałe, a rekonstrukcja tkanki kostnej i stenoza kanału nerwu wzrokowego szybko nawraca. Leczenie kalcytoniną lub kalcytriolem, dietą niskowapniową i kortykosteroidami może spowolnić przebieg choroby.

## CDD w kulturze
Na dysplazję czaszkowo-trzonową chorował Roy L ."Rocky" Dennis (1962-1978), o którym nakręcono w 1985 roku film The Mask w reżyserii Petera Bogdanovicha.